# Krasnoktiàbrskaia
Krasnoktiàbrskaia - Краснооктябрьская (rus) - és una stanitsa del krai de Krasnodar, a Rússia. Es troba a les terres baixes de Kuban-Azov, a la vora esquerra del riu Txelbas, davant de Prígorodni, a 5 km al sud de Tikhoretsk i a 118 km al nord-est de Krasnodar.
Pertany al municipi d'Alekséievskaia.